# MicroProse
MicroProse Software Inc. is een Amerikaans computerspelontwikkelaar die werd opgericht in 1982 door Sid Meier en Bill Stealey. MicroProse werd voornamelijk bekend door de succesvolle computerspelseries Civilization en Railroad Tycoon.

## Geschiedenis
Oprichters Sid Meier en Bill Stealey ontmoetten elkaar tijdens hun werk bij General Instrument. Stealey was een fervent straaljagerpiloot en Meier had plannen om een vluchtsimulator te programmeren. De twee besloten om zakelijk in zee te gaan en vormden in 1982 MicroProse.
Begin jaren 1980 was MicroProse vooral bekend als ontwikkelaar en uitgever van vlieg- en militaire-simulatiespellen voor 8 bit homecomputers. De eerste spellen waren geprogrammeerd op een Atari 800. Met de opkomst van de IBM-PC werd de ontwikkeling verschoven naar dit platform. Vanaf dat moment begon MicroProse zich te richten op strategiespellen.
In 1986 breidde het bedrijf internationaal uit en opende een vestiging in het Engelse Tetbury. In 1988 kwam er in het Duitse Mainz-Kastel een kantoor.
In 1990 en 1991 publiceerde MicroProse de twee grootste successen van het bedrijf, Railroad Tycoon en Civilization.
Kort daarna in 1993 werd spelontwikkelaar Spectrum HoloByte overgenomen, die tot 1996 onder hun eigen naam spellen bleven verkopen. Vervolgens werden beide merken onder de naam MicroProse Inc. samengevoegd. Op dat moment vertrok oprichter Sid Meier om wederom een nieuw bedrijf op te starten, genaamd Firaxis Games.
In 1998 werd MicroProse overgenomen door Hasbro. In de daarop volgende periode ervoer het bedrijf een turbulente periode. In 1999 werden in het Amerikaanse Californië en North-Carolina ontwikkelstudio's gesloten. In 2001 werd Hasbro overgenomen door Infogrames. In 2003 werd het oorspronkelijke en laatst bestaande gebouw van MicroProse Software in Hunt Valley gesloten.
In 2007 werd het merk nieuw leven ingeblazen na de aankoop door Interactive Game Group. Van 2010 tot 2018 was het eigendom van Cybergun. MicroProse is in 2019 met al haar rechten overgenomen door de Australische David Lagettie om MicroProse als uitgever van strategische spellen voort te zetten. Men kondigde drie nieuwe computerspellen aan: Naval Combat in the Missile Age, Task Force Admiral - Vol.1: American Carrier Battles en Operation: Harsh Doorstop.

## Ontwikkelde spellen
- 1942 Pacific Air War
- 1944 Across The Rhine
- 7th Legion
- Airborne Ranger
- Ancient Art of War in the Skies
- B-17 Flying Fortress (1, 2)
- Civilization (1, 2, CivNet)
- Colonization
- Covert Action
- Dark Earth (als uitgever)
- Darklands
- Dogfight - 80 Years of Aerial Warfare
- Dragonsphere
- European Air War
- F-14 Fleet Defender
- F-15 Strike Eagle (1-3)
- F-19 Stealth Fighter
- F-117A Nighthawk
- Falcon 4.0
- Fields of Glory
- Grand Prix World
- GP 500
- Gunship (1, 2000, !)
- Harrier Jump Jet
- Kennedy Approach
- Knights of the sky
- M1 Tank Platoon (1, 2)
- Majesty: The Fantasy Kingdom Sim
- Master of Magic
- Master of Orion (1, 2)

- Mech Commander
- MechWarrior 3
- MicroProse Soccer
- Midwinter (en Midwinter II - Flames of Freedom)
- Pirates! (1, Gold)
- Railroad Tycoon (1, Deluxe)
- Red Storm Rising
- Rex Nebular and the Cosmic Gender Bender
- Risk
- RollerCoaster Tycoon (RCT 1, RCT Loopy Landscapes, RCT 2, RCT 3)
- Shandalar
- Silent Service (1, 2)
- Special Forces
- Star Trek: Birth of the Federation
- Star Trek: Klingon Honor Guard
- Starlord
- Stunt Car Racer
- Subwar 2050
- Sword of the Samurai
- Tactical Ops
- Task Force 1942
- Teamchef
- The Legacy: Realm of Terror
- Track Attack
- Transport Tycoon (Original, Deluxe)
- Worms
- X-COM (UFO Enemy Unknown, Terror from the Deep, Apocalypse)